# Marea Arabiei

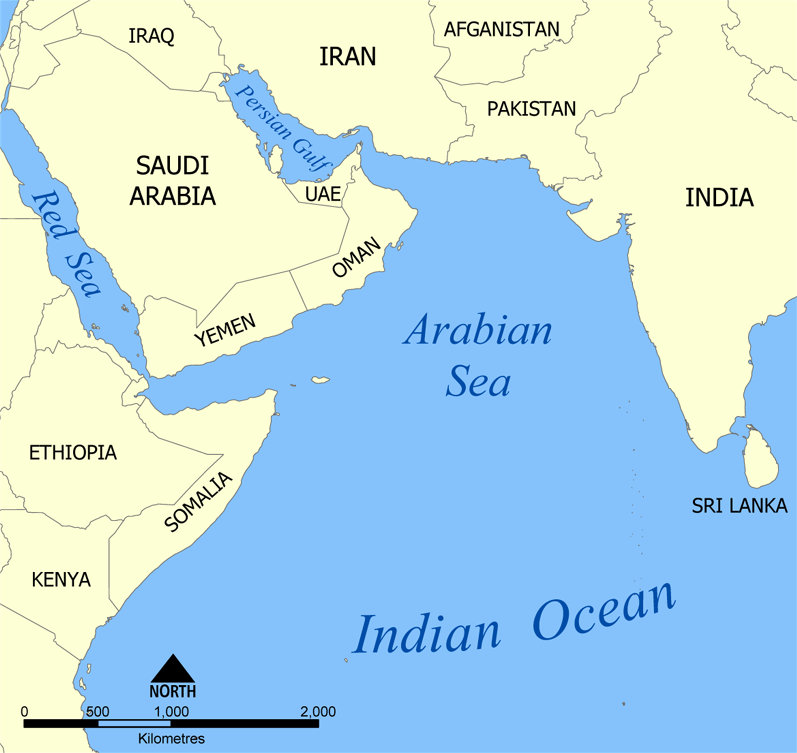
Harta Mării Arabiei (Arabian Sea).

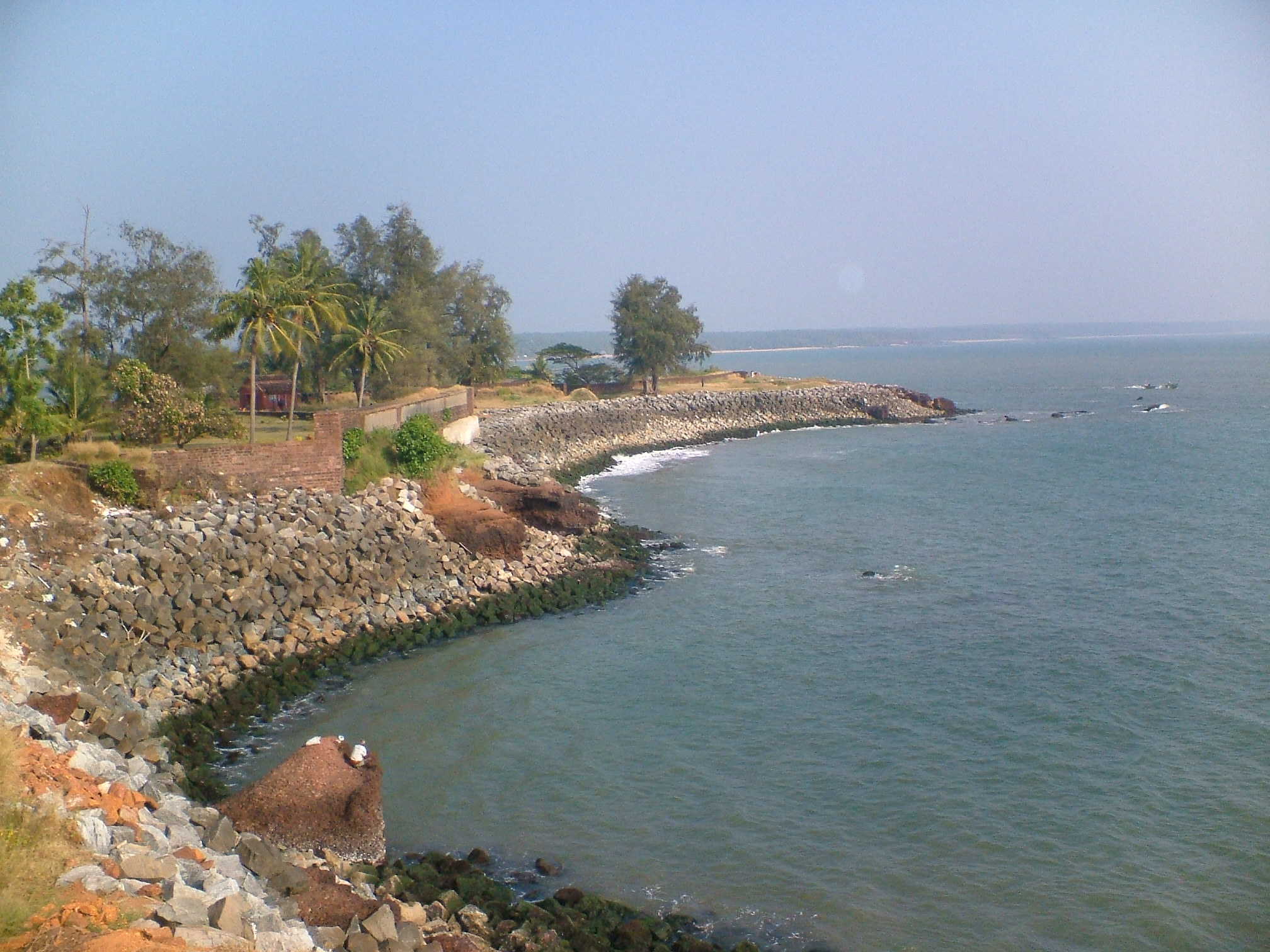
Vedere a Mării Arabiei din Kerala, sudul Indiei

Marea Arabiei (arabă: بحر العرب; Bahr al-'Arab) este o regiune a Oceanului Indian mărginită de India la est, Pakistan și Iran la nord și Peninsula Arabă la vest. La sud este mărginită aproximativ de o linie între Capul Guardafui, punctul nord-estic al Somaliei, și Kanyakumari, India.
Lățimea maximă a Mării Arabiei este de aproximativ 2.400 de kilometri, iar adâncimea sa maximă este de 4.652 de metri, aproape de Peninsula Arabia, aproximativ la aceeași latitudine cu extremul sud al Indiei. Indul este unicul fluviu care se varsă în această mare.
În nord-est se îngustează formând Golful Oman, care comunică cu Golful Persic prin Strâmtoarea Ormuz.
Țările care au coastă la Marea Arabiei sunt: India, Iran, Oman, Pakistan, Yemen, Emiratele Arabe Unite, Somalia și Maldive
Printre principalele orașe de pe coastă se numără Bombay în India și Karachi în Pakistan.